# Conflit hmong
 (juin 2018).
Si vous disposez d'ouvrages ou d'articles de référence ou si vous connaissez des sites web de qualité traitant du thème abordé ici, merci de compléter l'article en donnant les références utiles à sa vérifiabilité et en les liant à la section « Notes et références ».
Le conflit hmong est l'un des aspects de la guerre civile opposant d'une part les gouvernements communistes au pouvoir depuis 1975 au Laos et au Viêt Nam, et d'autre part les royalistes réfugiés dans la jungle et les montagnes du Laos, notamment dans l'ex-zone spéciale de Xaysomboun. Les rares journalistes ayant réussi à se rendre sur place, ainsi que des ONG de défense des droits de l'homme, ont mis en lumière la situation désastreuse de la population Hmong sur le territoire de laquelle le conflit se déroule, d'où la dénomination médiatique de « conflit hmong ».

## Contexte historique
À l'époque de l'Indochine française (1940 — 1944), du régime de Vichy (1940 — 1944), puis de la guerre d'Indochine (1946 — 1954), des chefs royalistes du peuple Hmong se sont alliés aux autorités françaises. De son côté, le chef Hmong Faydang Lobliayao (1910-1986) forme les « Hmong rouges », communistes, qui prennent le pouvoir lors de l'établissement de la République démocratique populaire lao en 1949. Lobliayao n'est pas inscrit au parti communiste, mais est une figure importante du Pathet Lao et devient vice-président de l'assemblée nationale.
Peu après la défaite française de Diên Biên Phu en 1954 et le retrait des troupes coloniales françaises, le chef Hmong Vang Pao entre en résistance contre le régime communiste et s'allie aux États-Unis durant la guerre du Viêt Nam, dont la guerre civile laotienne constitue un conflit annexe. Dans un contexte où les deux premiers producteurs mondiaux d'opium, l'Iran et la Chine, en interdisent la production, l'Indochine prend le relais et la zone appelée « triangle d'Or », à cheval sur le Laos, la Birmanie et la Thaïlande, devient un important centre de production. Des montagnards Chan, Hmong et Meo participent à cette production. Par exemple, sur la plaine des Jarres, les Meo sous le contrôle de Vang Pao, depuis Long Tieng, en produisent également. À partir de 1965, il envoie par avion, via Air America, l'opium à Vientiane, capitale du Laos.
Le chef Hmong continue la culture de l'opium, commencée sous l'Indochine française, avec l'aide des compagnies aériennes corses, permettant ainsi de financer le trafic d'armes, opéré par la CIA (services de renseignements américains). Les techniques de production de l'héroïne sont ensuite introduites depuis Hong Kong (alors sous contrôle britannique) et les Hmongs commencent cette production, avec un laboratoire installé à Long Tieng en 1970 et qui sera par la suite fermé, avec l'abandon de la base en 1975, lors de la victoire des communistes. La raffinerie de Ban Houei Tap, près de Ban Houei Sai est la plus importante du triangle d'or en 1971, avec 100 kg d'opium par jour.
Pendant la guerre, les populations hmongs souffrent du manque de nourriture. Les États-Unis distribuent une aide alimentaire, mais celle-ci est généralement réservée aux familles dont des membres servent dans l'armée ou l'administration pro-américaine, ce qui oblige de nombreux individus à collaborer. Les chercheurs Jean Michaud et Christian Culas expliquent que « cette forme de collaboration indirecte toucha pratiquement toutes les familles, bien au-delà de leur volonté, parfois farouche, de ne pas entrer dans le conflit entre les partisans communistes et les défenseurs de l'ancienne royauté laotienne soutenue par les Américains. Dans les "zones libérés" du Nord, le pouvoir communiste voyait, lui aussi, d'un très mauvais œil le pacifisme de certains. Ne pas prendre part au conflit, c'était toujours être soupçonné de sympathie pour l'ennemi ».
En 1975, le retrait des troupes américaines consacre la victoire du parti indépendantiste et communiste Pathet Lao. La fin de la guerre amène ainsi un gouvernement communiste au pouvoir qui voit d'un mauvais œil une partie des populations Hmongs, considérées comme des « traîtres » pour avoir collaboré avec l'ennemi français et américain.
Dans ce climat, environ 300 000 Hmongs fuient le Laos entre 1975 et 1985. Parmi ceux qui sont restés dans le pays, plusieurs milliers d'entre eux sont envoyés dans des "séminaires". Ce sont dans les faits des camps de rééducation. Beaucoup n'en reviendront jamais. Plusieurs milliers d'anciens soldats Hmongs décident de partir avec leurs familles dans les forêts reculées, pour monter une résistance armée contre le nouveau gouvernement. La résistance a été rapidement balayée par l'armée laotienne, appuyée par les troupes vietnamiennes. Depuis trente ans, malgré quelques attaques sporadiques venant de groupes rebelles, les communautés Hmongs ne représenteraient plus aucun danger pour la sécurité du pays et celle du gouvernement. Il ne s'agirait que de familles tentant de survivre, sans aucune velléité guerrière, en se cachant dans la jungle et fuyant les troupes laotiennes et vietnamiennes toujours présentes aujourd'hui,.
En 2006, le Laos reste le 3e producteur mondial d'opium, avec une explosion de la production en Afghanistan, pendant l'invasion américaine et de l'OTAN (2001 — 2021), passant de 70 % de la production mondiale en 2000 à 90 % en 2006. Tandis que le second, la Birmanie a considérablement réduit la production en passant de 23 à 7 % et la Laos de 5 à 0,3 %. Le Laos a donc drastiquement réduit la production en passant de 200 tonnes en 1990 à 14 tonnes en 2005, soit une réduction de 93 % d'après l'ONUDC.

## La survie dans la jungle
Le fait que les Hmongs se réfugient dans des zones isolées difficilement accessibles et que le gouvernement laotien empêche l'accès aux observateurs et journalistes étrangers rend délicate l'évaluation de la situation. Néanmoins, plusieurs journalistes occidentaux ont réussi à rencontrer clandestinement les communautés Hmongs. Les reportages de Philip Blenkinsop en 2002, de Vincent Reynaud et Thierry Falise en 2003,,, de Grégoire Deniau et Cyril Payen en 2005,, et de l'Américain Roger Arnold en septembre 2006 ont montré la situation désastreuse et désespérée des Hmong dans la forêt laotienne. Leur situation demeure critique ; en 2010, ils sont toujours traqués et tués par l'armée laotienne .
Les estimations de la population Hmong survivant dans la jungle sont très variables. Sur 30 000 en 1975, ils ne seraient plus que quelques milliers selon le rapport d'Amnesty International de mars 2007. Le même rapport indique que les communautés sont victimes d'attaques meurtrières régulières de l'armée laotienne et vietnamienne. La plupart du temps, ces attaques ont lieu lors des expéditions quotidiennes visant à collecter de la nourriture, et touchent également les femmes et les enfants.
À titre d'illustration, le 19 mai 2004, un groupe de 5 enfants de 14 à 16 ans a été attaqué par des soldats laotiens pendant qu'ils cherchaient de la nourriture à proximité de leur camp. Non armés, ils ont été brutalement mutilés et tués. Les 4 filles ont apparemment été violées avant d’être tuées, l'une d'entre elles a été retrouvée éventrée.
Pour éviter les confrontations avec les soldats du gouvernement, les habitants sont obligés de se déplacer en permanence. Cela les prive d'un abri décent et les empêche de pratiquer l'agriculture. La recherche de nourriture est une activité qui prend généralement entre 12 et 18 heures par jour selon Amnesty International, pour arriver à récolter des racines et des feuilles. Ce régime entraîne un niveau de sous-nutrition et malnutrition avancé, qui se traduit par les ventres gonflés des jeunes enfants.
L'état de destitution et de dénuement avancé de la population engendre en outre des maladies souvent fatales, en raison de l'absence de soins. Les plaies liées aux balles et éclats d'obus ne peuvent également être soignées. Ce type de blessure semble très répandu, sur une grande communauté de 800 Hmongs, 30 % d'entre eux ont été touchés par ce type d'arme.

## La question du génocide
Le conflit entre les Hmongs et les soldats laotiens et vietnamiens est parfois considéré comme une guérilla, parfois présenté comme un génocide. Si à l'origine, les Hmongs réfugiés dans la montagne étaient en véritable conflit armé avec le pouvoir communiste, leurs capacités militaires ont très vite été balayées dans les toutes premières années après 1975. Malgré la persistance de quelques attaques sporadiques les années suivantes, les différents reportages précités montrent que les Hmongs ont à peine les moyens de protéger leurs familles, en raison d'armes obsolètes et du manque de munitions. Il apparait clairement que les armes portées servent uniquement dans un but défensif.
En outre, les Hmongs qui sont tués directement par balle le sont généralement lors des expéditions pour rechercher des racines pour se nourrir, et non pas lors de combats. Les tirs de l'armée visent aussi les femmes et les enfants. Par ailleurs, le gouvernement du Laos interdit tout contact avec ces populations ainsi que toute aide alimentaire et médicale.

## L'appel au secours
Le documentaire de Grégoire Deniau et Cyril Payen diffusé sur l'émission Envoyé spécial en 2005 montre les conditions de survie alarmantes des Hmong. On peut également y voir, de la part des populations désespérées, des appels au secours notamment adressés à la France, en raison de l'aide apportée par les Hmongs à l'armée française lors de la guerre d'Indochine. La diffusion du reportage a provoqué une vive émotion auprès de l'opinion publique française et d'un certain nombre de parlementaires. Cependant, aucune action concrète ne semble avoir été prise par le gouvernement français.
Lors de la visite des deux journalistes français, le chef Hmong Moua Toua Ther leur a remis une lettre destinée aux responsables politiques des États-Unis, de la France et des Nations unies. La lettre a été retranscrite dans le livre de Cyril Payen en 2007, qui relate en détail l'expédition dans la jungle. Elle est signée au nom du groupe CIA numéro trois, du nom de leur ancien employeur durant la guerre du Vietnam.
Objet : Requête pour la survie
Parce que nous avons participé aux côtés des Américains à la guerre du Vietnam,
Parce que nous avons aidé les Français en leur temps,
Et parce que nous avons suivi notre chef le général Vang Pao,
Nous supportons encore, en cette année 2005, le fardeau de tous ces tourments du passé.
Nous sommes à bout de forces. Nous mourons de faim. Nous sommes sans défense face à cette tuerie.
Ainsi, je donne procuration à Cyril et Grégoire pour délivrer, en notre nom, ces deux requêtes auprès des gouvernements concernés.
Premièrement : acheminer des vêtements des vivres et faire pression sur le gouvernement laotien pour obtenir un cessez-le-feu.
Deuxièmement : procéder à notre transfert vers d'autres pays.
Nous sommes les victimes des guerres passées.
Merci. Signé groupe CIA numéro trois
Les autorités concernées par l'appel au secours n'ont acheminé ni vêtements, ni vivres, et n'ont entrepris aucune démarche de rapatriement des populations vers d'autres pays. Aujourd'hui, l'extermination des Hmongs par la faim, les maladies et les armes, se poursuit toujours.

## Les expulsions vers le Laos
Le 28 décembre 2009, la Thaïlande a expulsé 4 689 réfugiés Hmongs vers le Laos. Cet acte a été largement condamné par la communauté internationale. L'Union européenne estime qu'il s'agit d'une contravention au droit international. Étant donné les risques de persécutions de la part du gouvernement communiste laotien, la diplomatie américaine dénonce une « grave violation des principes humanitaires internationaux ».